# 猟人日記

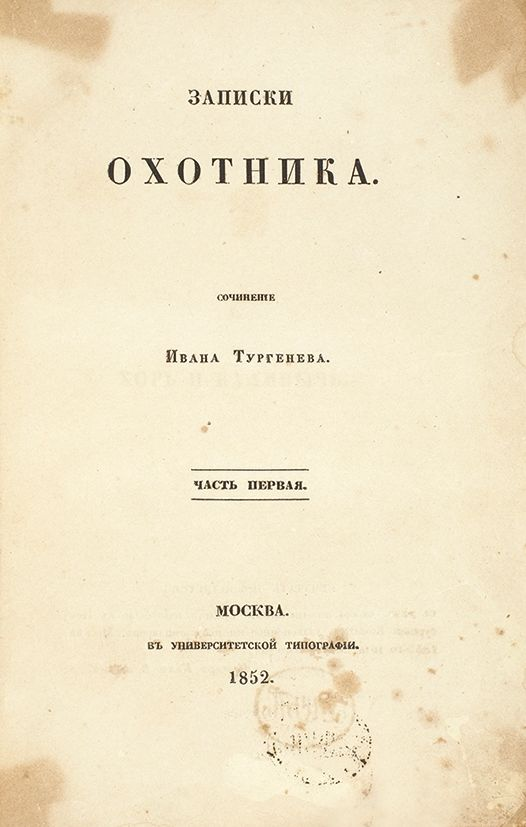

『猟人日記』（りょうじんにっき、露: Записки охотника）は、1847年から1851年に雑誌『同時代人』に発表されたツルゲーネフによる全22編の短編小説集。1852年に刊行後、3編を追加し1880年に再刊。
帝政ロシアの美しい自然描写を背景にして、悲惨な農奴の生活を写実的に描き出した。皇太子時代のアレクサンドル2世は、この作を読んで大きな影響を受け、皇位継承後に農奴制廃止を決断する切っ掛けの一つとなった。
この中の1編は二葉亭四迷により「あひゞき」（1888年、『国民文学』に発表）と訳され、言文一致の名訳として知られる。

## 日本語訳
- 『猟人日記 上』『猟人日記 下』佐々木彰訳、岩波文庫、1958年
- 『猟人日記』工藤精一郎訳、新潮文庫、1972年
- 『猟人日記』中山省三郎訳、角川文庫、1990年
- 『猟人日記抄』工藤精一郎訳、未知谷、2012年